# Port-d'Envaux
Port-d'Envaux is een gemeente in het Franse departement Charente-Maritime (regio Nouvelle-Aquitaine). De plaats maakt deel uit van het arrondissement Saintes. Port-d'Envaux telde op 1 januari 2022 1.170 inwoners.

## Geografie
De oppervlakte van Port-d'Envaux bedraagt 22,55 km², de bevolkingsdichtheid is 51 inwoners per km² (per 1 januari 2019).
De onderstaande kaart toont de ligging van Port-d'Envaux met de belangrijkste infrastructuur en aangrenzende gemeenten.

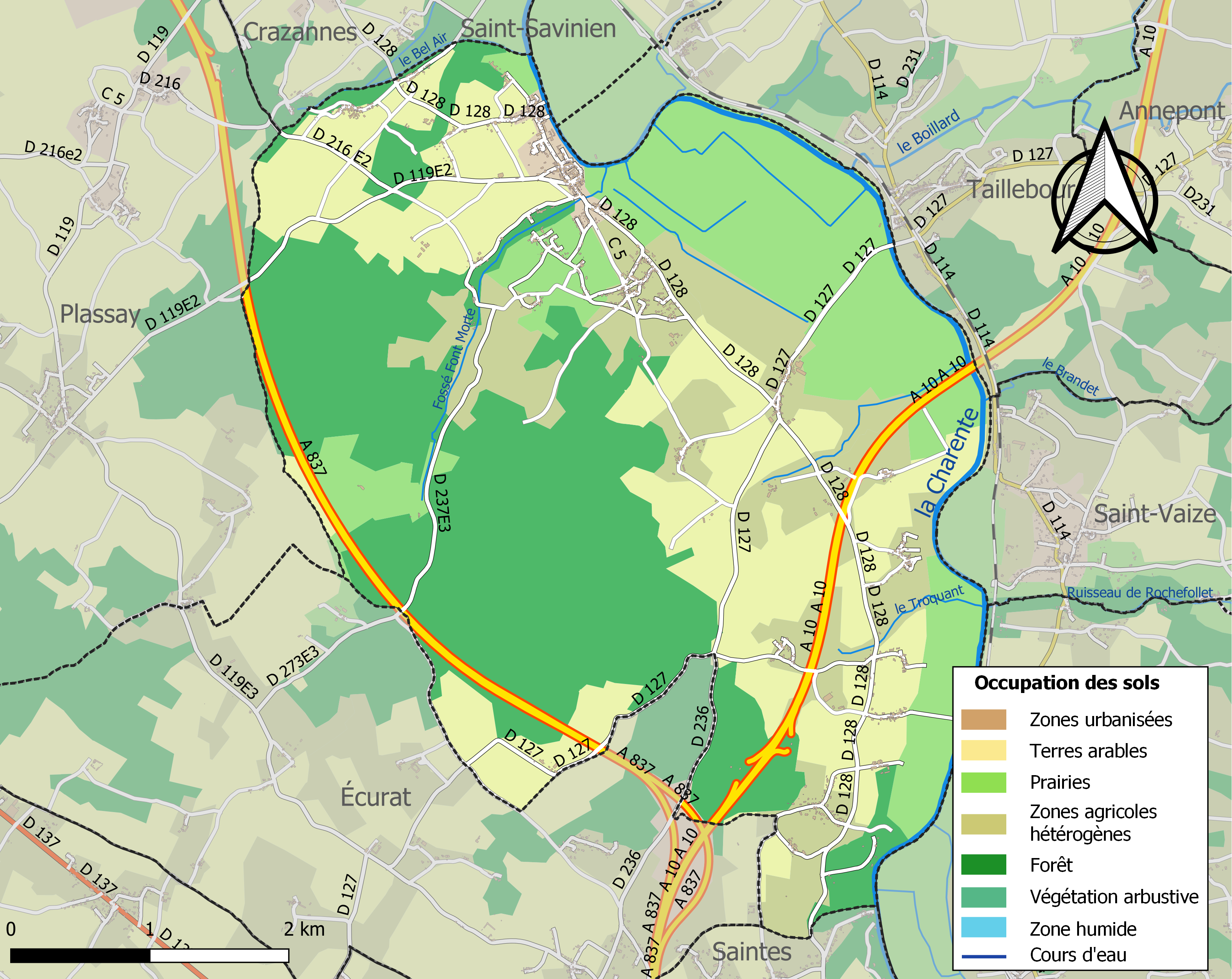

## Demografie
Onderstaande figuur toont het verloop van het inwonertal (bron: INSEE-tellingen).